# Sezonul de snooker 2003/2004
Sezonul de snooker 2003/2004 este o serie de turnee de snooker desfășurate între 2003 și 2004. 
| Data            | Tourneu                           | Locație                | Câștigător                     | Locul 2                    | Scor |
| Oct 04 - Oct 12 | LG Cup                            | Preston (Anglia)       | Mark Williams (Țara Galilor    | John Higgins (Scoția)      | 9-5  |
| Nov 08 - Nov 16 | British Open                      | Brighton (Anglia)      | Stephen Hendry (Scoția)        | Ronnie O'Sullivan (Anglia) | 9-6  |
| Nov 18 - Nov 30 | UK Championship                   | York (Anglia)          | Matthew Stevens (Țara Galilor) | Stephen Hendry (Scoția)    | 10-8 |
| Jan 19 - Jan 25 | Welsh Open                        | Newport (Țara Galilor) | Ronnie O'Sullivan (Anglia)     | Steve Davis (Anglia)       | 9-8  |
| Feb 01 - Feb 08 | The Masters                       | Wembley (Anglia)       | Paul Hunter (Anglia)           | Ronnie O'Sullivan (Anglia) | 10-9 |
| Mar 01 - Mar 06 | European Open                     | Portomaso (Malta)      | Stephen Maguire (Anglia)       | Jimmy White (Anglia)       | 9-3  |
| Mar 23 - Mar 28 | Irish Masters                     | Dublin (Irlanda)       | Peter Ebdon (Anglia)           | Mark King (Anglia)         | 10-7 |
| Apr 03 - Apr 11 | Daily Record Players Championship | Glasgow (Scoția)       | Jimmy White (Anglia)           | Paul Hunter (Anglia)       | 9-7  |
| Apr 17 - Mai 03 | World Snooker Championship        | Sheffield (Anglia)     | Ronnie O'Sullivan (Anglia)     | Graeme Dott (Scoția)       | 18-8 |